# هم وهن (فلم)
هم وهن أو هم/ هن (بالإنجليزية: They/Them) هو فيلم أمريكي لعام 2022، من سيناريو وإخراج جون لوغان، وإنتاج جايسون بلوم، ومن نجوم الفيلم ثيو جيرمين، كاري بريستون، آنا كلمسكي، أوستن كروت، كوي تان، آنا لور، كوبر كوخ، مونيك كيم، داروين ديل فابرو، هايلي غريفيث ، بون بلات، مارك أشوورث، وكيفين بيكن، تم عرض الفيلم لأول مرة في مهرجان أوتفيست السينمائي في 24 يوليو 2022، وتم بثه عبر بيكوك في 5 أغسطس 2022.

## روابط خارجية
- مقالات تستعمل روابط فنية بلا صلة مع ويكي بيانات